# Tmarus rubinus
Tmarus rubinus là một loài nhện trong họ Thomisidae.
Loài này thuộc chi Tmarus. Tmarus rubinus được Arthur Merton Chickering miêu tả năm 1965.